# درو جونسون
درو جونسون (بالإنجليزية: Drew Johnson)‏ هو صحفي أمريكي، ولد في 5 أغسطس 1979 في جونسون سيتي في الولايات المتحدة.